# Schloßberg 24 (Quedlinburg)

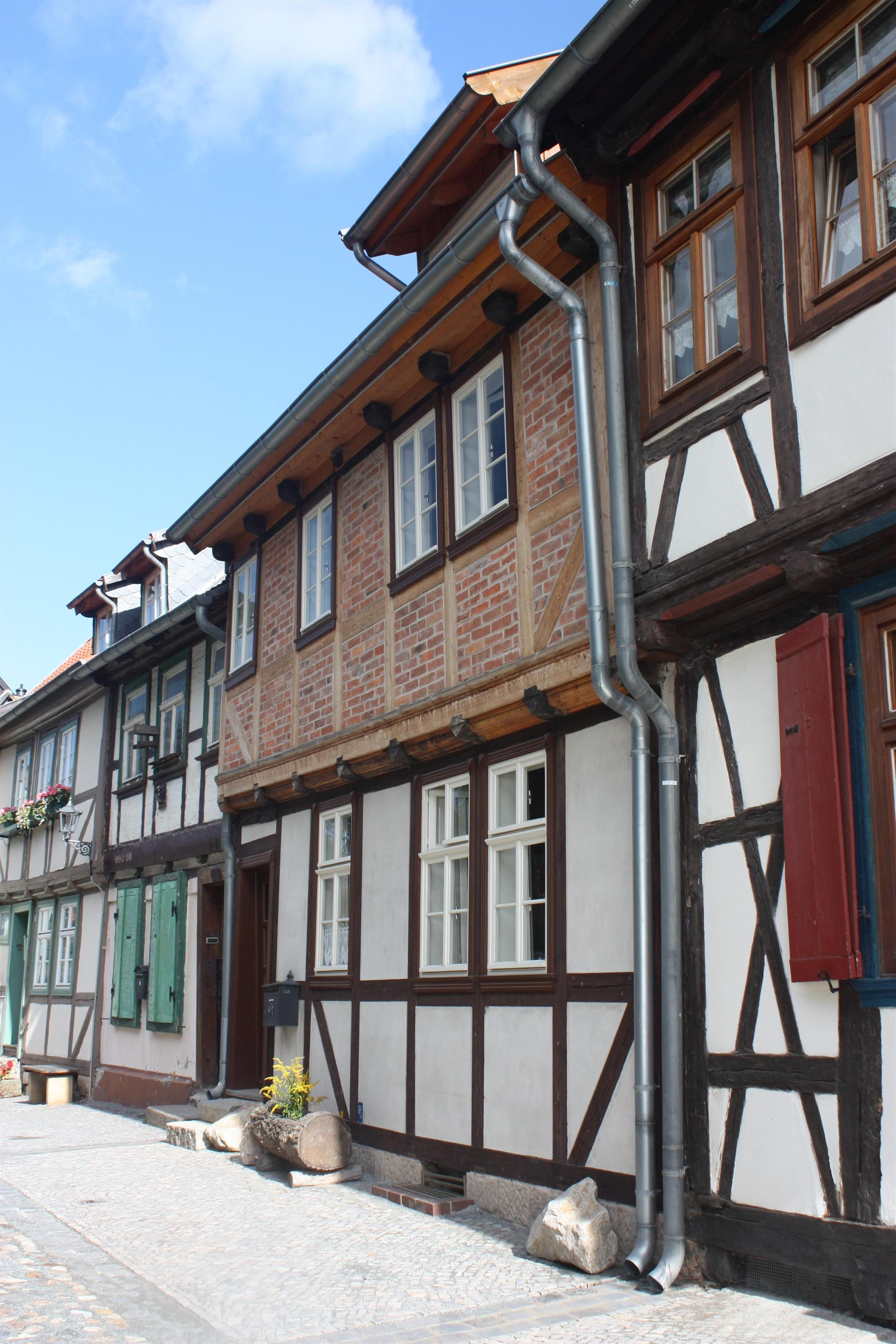
Haus Schloßberg 24

Das Haus Schloßberg 24  ist ein denkmalgeschütztes Gebäude in der Stadt Quedlinburg in Sachsen-Anhalt.

## Lage
Es befindet sich am Schlossberg, südlich der Quedlinburger Altstadt im Stadtteil Westendorf und gehört zum UNESCO-Weltkulturerbe. Unmittelbar westlich grenzt das gleichfalls denkmalgeschützte Haus Schloßberg 23, östlich das Haus Schloßberg 25 an. Im Quedlinburger Denkmalverzeichnis ist das Gebäude als Wohnhaus eingetragen.

## Architektur und Geschichte
Das zweigeschossige Fachwerkhaus wurde nach einer Bauinschrift im Jahr 1717 gebaut. An der Stockschwelle des Gebäudes finden sich Pyramidenbalkenköpfe. Für diese Verzierungsform stellt das Vorkommen an einem Gebäude dieses Baujahres eine sehr späte Anwendung dar. An den Gefachen des Obergeschosses ist eine Ziegelausmauerung erkennbar.